# Amt Büchen
Amt Büchen er et amt i det nordlige Tyskland, beliggende under Kreis Herzogtum Lauenburg i den sydøstlige del af delstaten Slesvig-Holsten. Administrationen ligger i Büchen.

## Kommuner i amtet
| 1. Besenthal 2. Bröthen 3. Büchen 4. Fitzen 5. Göttin | 1. Gudow 2. Güster 3. Klein Pampau 4. Langenlehsten 5. Müssen | 1. Roseburg 2. Schulendorf 3. Siebeneichen 4. Tramm 5. Witzeeze |

## Historie
Amt Büchen omfattede ind til 31. december 2006 ti kommuner. Efter nedlæggelsen af Amt Gudow-Sterley indtrådte 1. januar 2007 kommunerne Besenthal, Göttin, Gudow og Langenlehsten i amtet. 1. april 2007 kom også Tramm med i Amt Büchen.